# Encyklopedie šachových zahájení
Encyklopedie šachových zahájení (anglicky Encyclopedia of Chess Openings, zkratka ECO) je soubor pěti knih zabývajících se teorií šachového zahájení.
Encyklopedie obsahují unikátní logický systém ECO.
Tento systém byl vytvořen na základě nejčastějších pokračování v partiích světových šachových mistrů z šachového informátoru, jehož hlavním editorem je  Aleksandar Matanović. Jak ECO tak i šachový informátor jsou publikovány srbskou společností Chess Informant.
Na rozdíl od tradičních názvů zahájení je ECO propracovaný, po sobě v tazích jdoucí přehledný systém. Jedná se o pět kategorií od  „A“ do „E“, kde každé písmeno má sto indexů. K daným indexům se mohou přiřazovat tradiční názvy zahájení.
Systém byl postupně přebírán dalšími šachovými publikacemi a ujal se.